# Per Sunderland
Per Sunderland (Risør, 9 oktober 1924 – Oslo, 4 juni 2012) was een Noors acteur.  
Per Sunderland was vooral bekend als toneelacteur, met name om zijn Ibsen-vertolkingen. In 1994 werd hij tot ridder geslagen in de Orde van Sint-Olaf.
Per Sunderland was twee keer getrouwd. Zijn eerste huwelijk was met actrice/regisseuse Merete Skavlan. Samen hadden ze een dochter. Zijn tweede huwelijk was met actrice Lise Fjeldstad tot aan zijn dood in 2012. Samen hadden ze twee kinderen. 

## Filmografie
- Englandsfarere (1946)
- Venner (1960)
- Hans Nielsen Hauge (1961)
- Stompa, selvfølgelig! (1963)
- Rosmersholm (1966)
- Hedda Gabler (1975)
- Liv og død (1980)
- Julia Julia (1981)
- Papirfuglen (1984)
- I na kamnyakh rastut derevya (1985)
- Soldatene synger ikke lenger (1985)
- Galskap! (1985)
- Adjø solidaritet (1985)
- Når den ny vin blomstrer (1989)
- Gåten Knut Hamsun (1996)

## Televisieserie
- Gåten Knut Hamsun (1996)